# Бургаско езеро
Бургаското езеро (до 29 юни 1942 година Ваякьойско езеро или Вая) е плитък лиман на брега на Черно море, западно от Бургас.
То е част от Бургаския езерен комплекс и е след изграждането на язовир Мандра през 1963 година най-голямото естествено езеро в България. Дължината му е 9,6 км, ширината от 2,5 до 5 км, площта която заема е 28 км2, а дълбочината стига до 1,3 м. Бургаското езеро е отделено от Черно море посредством пясъчната коса Кумлука и се свързва с него чрез тесен канал. Над езерото минава Виа Понтика – една от големите въздушни магистрали на мигриращи птици от цяла Европа. В него гнездят 254 вида птици, 61 от които са включени в Червената книга на България.

## Обща информация
Бургаско езеро е образувано в края на плиоцена и представлява морски лиман. То е образувано при покачване на морското равнище в следледниковия период, което води до наводняване на устията на реките и образуване на залив. С отдръпването на морското равнище в края на късното средновековие голяма част от най-западната част на Бургаския залив се заблатява от наносите на реките Русокастренска и Мандренска и други по-малки реки. Образуваните заблатените площи били известни под имената Ваякьойско и Язеклийско блато, които при най-малкото прииждане на водите на реките или при източен морски вятър са ставали непроходими.
Лафит-Клаве, който посещава региона през 1784 г., определя Бургас като най-голям град в залива и определя първи името на залива като Бургаски, със забележката, че преди това е известен като Порос. Езерото западно от града той нарича Бургаско, а неговия естествен отток в Черно море като река Бургаска.
След Освобождението блатата пречат на развитието на Бургас в тази посока и то настъпва по-късно. Пресушаването на част от блатата и възпиране водите на реките, вливащи се в тях, започва през 1921 г. Прекопаването на околовръстния на Язеклийското блато канал продължава до 1928 г. със средства по бежанския заем. Укрепване и заскаляване на брега на езерата се извършва и през втората половина на 1940-те, а през 1980-те, с изграждането на околовръстния път на кварталите Акациите и Победа е заскалено изцяло източното крайбрежие на езерото.
Днес солеността на водата е около 4 – 11 промила, и е със значителни сезонни и годишни колебания. Езерото е свързано с морето чрез канал с шлюз. Подхранва се предимно от речните води, като се прехвърлят и пресни води и от Мандренското езеро. В западната част се вливат Айтоска река и Чукарска река с левия си приток Санърдере, вливащ се в нея на около километър преди устието ѝ. В тази част през 1973 г. първоначално е изградена защитената местност „Вая“ с площ от 75 ha, която днес е увеличена и обхваща 12% от езерото. През 1989 г. езерото е обявено от BirdLife International за Орнитологично важно място. През 2003 г. Бургаското езеро е обявено за Влажна зона с международно значение съгласно Рамсарската Конвенция. През 1998 г. езерото е определено за КОРИНЕ-място, поради европейското му значение за опазването на редки и застрашени видове птици.
Дъното на Бургаското езеро е покрито с глинести наноси. До североизточната част на езерото има няколко малки блатни водоема, а в северозападната му част са изградени рибарници. Зарибява се с шаран.

## Флора
Бреговете на Бургаското езеро са обрасли със зелен пояс водолюбива растителност, главно тръстика (Phragmites australis), теснолистен папур (Typha angustifolia), широколистен папур (Typha latifolia) и други, които в западната и северозападната част образуват обширни масиви. Около североизточната част на езерото са разположени влажни мочурливи ливади, халофитни тревни съобщества, с доминиране на свит изворник (Puccinellia convoluta), мезоксеротермна тревна растителност, предимно луковична ливадина (Poa bulbosa), пасищен райграс (Lolium perenne); обработваеми земи и пасища.

## Фауна
Бургаското езеро е част от Бургаския езерен комплекс, който е един от трите най-значими комплекси от влажни зони за концентриращи се водолюбиви птици по българското черноморско крайбрежие. В района на езерото са установени 245 вида птици, 71 от които са включени в Червената книга на България (1985). От срещащите се видове 105 са от европейско природозащитно значение, като 9 от тях са световно застрашени, а като застрашени в Европа са 95 вида. Бургаското езеро е единственото място в България където се концентрира до 7% от Черноморската популация на тръноопашатата потапница. През зимата са наблюдавани и световно застрашените къдроглав пеликан и червеногуша гъска. Езерото е едно от най-важните места в страната от значение за Европейския съюз за опазването на гнездящия тук малък воден бик.
Езерото осигурява подходящи местообитания за 89 вида птици, включени в приложение 2 на Закона за биологичното разнообразие, за които се изискват специални мерки за защита. От тях 80 са вписани също в приложение I на Директива 79/409 на ЕС. Тъй като езерото се намира на миграционния път Via Pontica, то е една от най-важните станции при прелета на птиците по българското Черноморие. Особено многобройни са пеликаноподобните, гъскоподобните, щъркелоподобни и чапловите птици. Бургаското езеро е особено важно като място за почивка по време на прелет за къдроглавия и розовия пеликан, малкия корморан. Като мигриращ вид в района е установен и ливаден дърдавец.
Бургаското езеро е от международно значение за зимуването на значителен брой водолюбиви птици, главно на малкия корморан, големия корморан, пойния лебед, голямата белочела гъска, кафявоглавата потапница и качулатата потапница.
В Бургаското езеро и съседните му езера – Атанасовското и Мандренското са установени над 250 вида птици 

## Екология
Бургаското езеро е заобиколен от три страни от втория по големина град по черноморското ни крайбрежие, който е важен промишлен, индустриален и транспортен център. Езерото е замърсено с петролни продукти, феноли и други химикали от разположената в близост петролна рафинерия. Интензивната употреба на пестициди и изкуствени торове в околните земеделски земи на Бургаската низина водят до замърсяване и ускорена еутрофикация на езерото.
Качеството на водите влияе на животинския свят в езерото, като то може да доведе до промяна във вида и количеството на рибните запаси и съответно в хранителната база за много от водоплаващите птици. Езерото е подложено на силен антропогенен натиск поради близостта му с гъсто населения град, големите промишлени съоръжения и комплекси, както и поради неограничения и неконтролиран достъп на хора извън защитените територии. Езерото се влияе от човешките дейности, които могат да доведат до изменение на водния режим или на качеството на водите, както и от ускоряване на развитието на града.
Промишлени отпадъчни води заедно с тези на бившите бежански лагери водят в края на 1980-те години до екологична катастрофа в Бургаското езеро. Животинският свят в най-богатото на риба езеро в България е почти напълно унищожен. До 1996 година в града се провеждат протести срещу екологичната обстановка.
В последните години нарасна сметоотделянето и дейностите по почистването на града, както и изграждането на канализационна система и пречиствателни станции и разширението на вече изградените. Проблем остават строителни и битови отпадъци, които са незаконно депонирани навсякъде около езерото, особено по северните му брегове, в близост до индустриалната зона „Север“. Водоемите в североизточната част на езерото се запълват със земни маси и на този етап 80% от тях са почти изцяло унищожени. Отпадните води от северната и южната промишлени зони на града се вливат в езерото след преминаване през пречиствателна станция. Значителни количества отпадни води постъпват в езерото от кварталите Горно Езерово и Долно Езерово, както и от някои предприятия в Бургас, като в началото на 2012 година започна строежа на канализационната система на първия. В проект е и изграждането на нова пречиствателна станция в Горно Езерово.
Териториите около езерото се замърсяват и непрекъснато се застрояват, а източния бряг е напълно укрепен и заскален. Каналът, свързващ езерото с морето е почти изцяло затлачен и свободното придвижване на риба през него е силно ограничено. Международният път, който води към южното Черноморие по източния бряг, води и до силно замърсяване с отпадъци и прекомерен шум. През 2012 година започна изграждането на нов, по-голям път, които да изведе транзитния трафик от магистрала Тракия извън центъра на града, но представлява предпоставка за увеличаване на антропогенния натиск и замърсяването на езерото. Промишленият и незаконния риболов, който се осъществява в езерото, както и ловът причинява безпокойство на птиците и не рядко улавянето им в риболовните мрежи.

## Транспорт
В непосредствена близост до северния бряг на езерото преминава участък от жп линията София – Карлово – Бургас.
Покрай северния, източния и южния бряг на езерото преминават участъци и от три пътя от Републиканската пътна мрежа на България:
- по източния бряг, в чертите на град Бургас – участък от 3,5 km от Републикански път I-9;
- по целия северен бряг, на протежение от 10,6 km – целият участък от Републикански път III-9008;
- по южното крайбрежие, на протежение от 9,5 km – участък от Републикански път III-7909.